# 何天宠
何天宠（1940年—），女，四川宜宾人，中国杂技表演艺术家，中国杂技家协会原副主席、顾问，第五、六届全国人大代表，第九届全国政协委员。